# Coltrane Plays the Blues
Coltrane Plays the Blues je studiové album amerického jazzového saxofonisty Johna Coltranea. Jeho nahrávání probíhalo v říjnu 1960 v Atlantic Studios v New Yorku pod produkcí Nesuhi Ertegüna. Album vyšlo v červenci 1962 u vydavatelství Atlantic Records. V roce 2000 album vyšlo v reedici doplněné o pět skladeb.

## Seznam skladeb
| Pořadí         | Název           | Autor          | Délka |
| -------------- | --------------- | -------------- | ----- |
| 1.             | Blues to Elvin  | Elvin Jones    | 7:53  |
| 2.             | Blues to Bechet | John Coltrane  | 5:46  |
| 3.             | Blues to You    | John Coltrane  | 6:29  |
| 4.             | Mr. Day         | John Coltrane  | 7:56  |
| 5.             | Mr. Syms        | John Coltrane  | 5:22  |
| 6.             | Mr. Knight      | John Coltrane  | 7:31  |
| Celková délka: | Celková délka:  | Celková délka: | 40:57 |

## Obsazení
- John Coltrane – sopránsaxofon, tenorsaxofon
- McCoy Tyner – klavír
- Steve Davis – kontrabas
- Elvin Jones – bicí